# Doowop

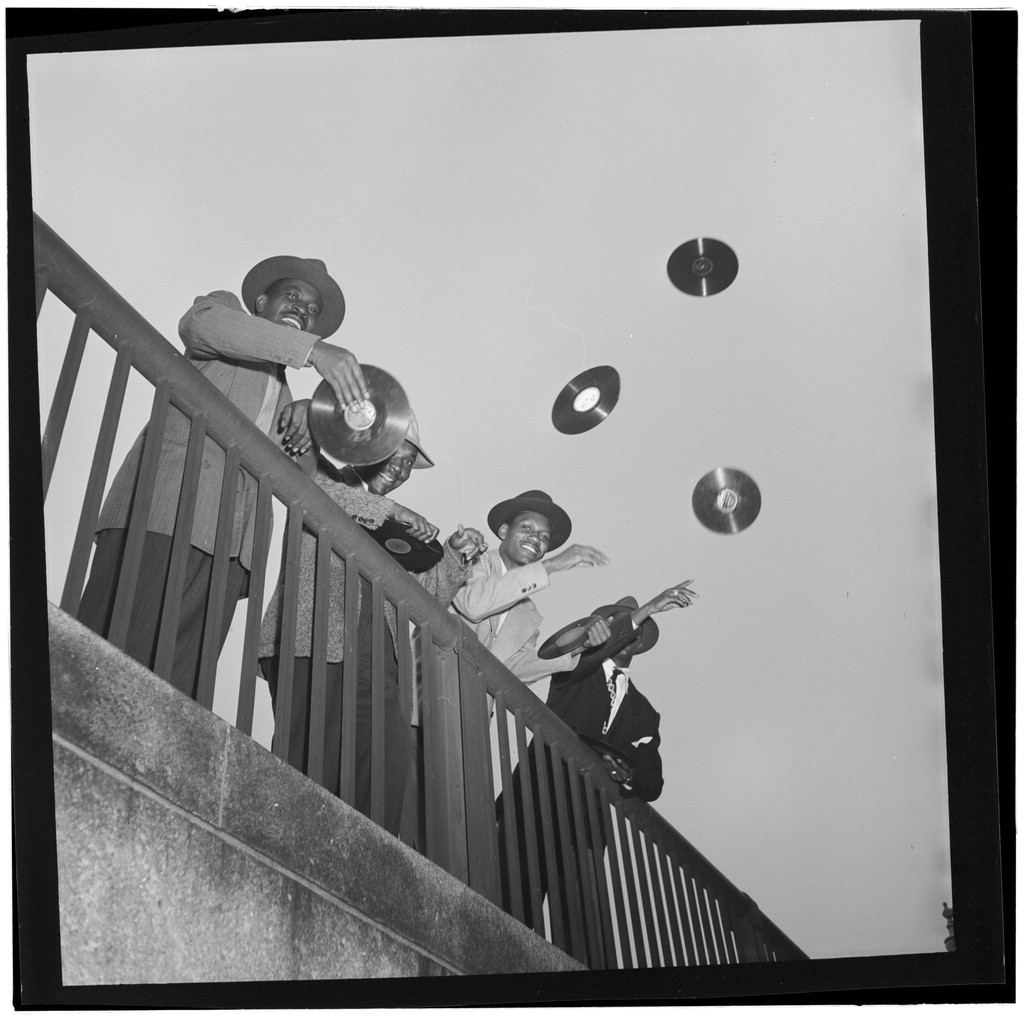
Het doowop-ensemble The Ravens in de jaren 1940

Doowop is een vorm van rhythm-and-blues die gekenmerkt wordt door a capella met een pakkende melodische lijn en een eenvoudige beat met weinig of geen instrumentatie. De stijl ontstond onder de Afro-Amerikaanse jeugd in de steden in het noordoosten van de Verenigde Staten en kende zijn hoogtepunt in de jaren 1950. Vaak zong het achtergrondkoortje ritmische niets-betekenende woorden of onomatopee, waaruit ook de naam van de stijl te herleiden is. Van de stijl ging een grote invloed uit de talloze tieners die eigen groepjes met a capella oprichtten. Het genre had het voordeel dat instrumenten niet nodig waren.
De stijl kwam op in de jaren 1940 onder de zwarte bevolking en de Italiaanse immigranten, als mengeling van zonder instrumenten gespeelde jazz, a capellamuziek, scats en opera. Na de piek in de jaren 1950 zakte de populariteit weer weg in de jaren 1960. Uit de doowop ontwikkelde zich in de late jaren 1970 de humanbeatboxstijl.
De Duitse groep de Comedian Harmonists was een van de weinige Europese beoefenaars van het genre, maar werd door sommige Amerikanen de beste genoemd.
De invloed van doowop is terug te horen in de surfrock van The Beach Boys, de hits van de Four Seasons, de teenyboppervarianten van de rock-'n-roll van eind jaren vijftig (What do you want to make those eyes at me for? van Emile Ford & the Checkmates) en midden jaren 1970 (Sugar baby love van The Rubettes) en closeharmonygroepen uit de jaren 1980 als The Deep River Quartet en The Flying Pickets.
Kenmerkende zinnen:
- shoo-wap-dee-wap-wap
- showaddywaddy en variant Bob-shu-waddy
- dun dun dun dun
- ne ne ne ne ne